# André Noyelle

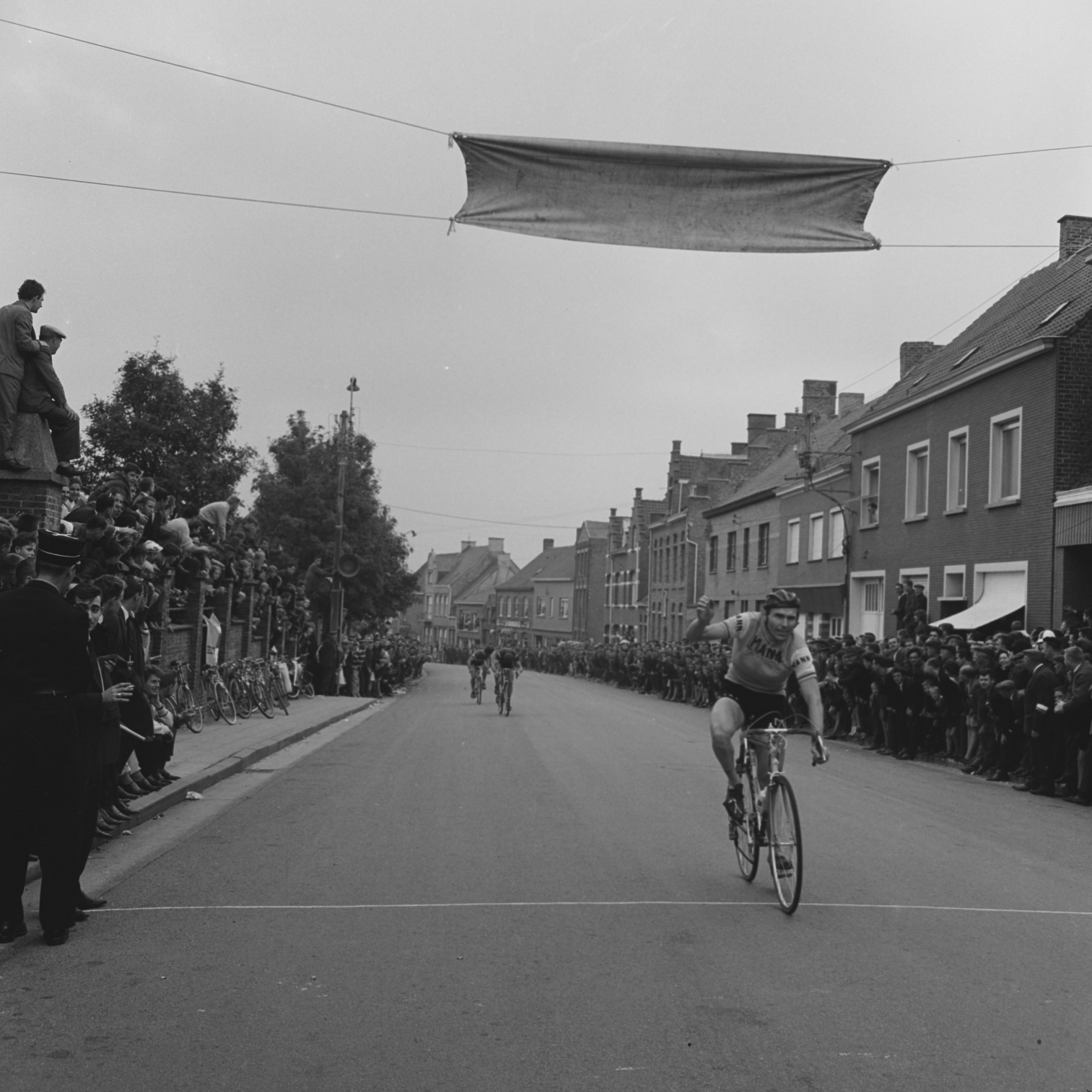
André Noyelle (1965)

André Noyelle (* 29. November 1931 in Ieper, Belgien; † 4. Februar 2003 in Poperinge, Belgien) war ein belgischer Radrennfahrer.
Noyelle war von 1953 bis 1966 Profi und konnte während dieser Zeit insgesamt 48 Siege erringen. Seine größten Erfolge allerdings datieren vor seiner Profizeit. So war er 1952 bei den Weltmeisterschaften der Amateure Zweiter und gewann bei den Olympischen Sommerspielen im selben Jahr in Helsinki sowohl in der Mannschaftswertung als auch im olympischen Straßenrennen die Goldmedaille. Im Juni 1966 beendete er seine sportliche Laufbahn.
Noyelle war bis zum Erfolg von Greg van Avermaet im Jahr 2016 der einzige Belgier, dem es gelang, in einem olympischen Einzelstraßenrennen eine Goldmedaille zu erringen. Wegen dieses Erfolges wurde er zum belgischen Sportler des Jahres gewählt sowie mit der Trophée Nationale du Mérite Sportive, die man nur einmal im Leben erhalten kann, ausgezeichnet.